# Дифо, Вильмер
Вильмер Франсиско Дифо Сантос (исп. Wilmer Francisco Difo Santos, 2 апреля 1992, Сантьяго-де-лос-Трейнта-Кабальерос) — доминиканский бейсболист, инфилдер клуба Главной лиги бейсбола «Питтсбург Пайрэтс».

## Карьера
3 июня 2010 года он подписал контракт с «Нэшионалс» в статусе свободного агента и дебютировал в дочерней команде клуба в Доминиканской летней лиге. Затем выступал в различных командах системы «Вашингтона». В 2014 году Дифо был признан Самым ценным игроком Южно-атлантической лиги, в которой он играл в составе «Хейгерстаун Санс». В том же году он получил Приз Боба Буна, вручаемый клубом игрокам младших лиг за их профессионализм.
19 мая 2015 года Дифо впервые был вызван в основной состав «Нэшионалс» и дебютировал в МЛБ в игре против «Нью-Йорк Янкис». В 2016 году в составе «Вашингтона» играл в плей-офф, где его команда проиграла в дивизионной серии «Лос-Анджелес Доджерс» со счётом 3:4.
24 июня 2017 года впервые в карьере вышел на игру в качестве аутфилдера. 27 июля стал одним из четырёх беттеров «Вашингтона», выбивших четыре хоум-рана подряд в игре против «Милуоки».